# イエメンの文化
イエメンの文化（イエメンのぶんか）では、イエメン共和国における文化について記述する。
イエメンは古くよりイスラム教に影響を受けてきた。また、アラビア半島の南西の先端にあり、アフリカとも近いことから付近の国家とは異なる独自の文化が育まれている。

## 音楽

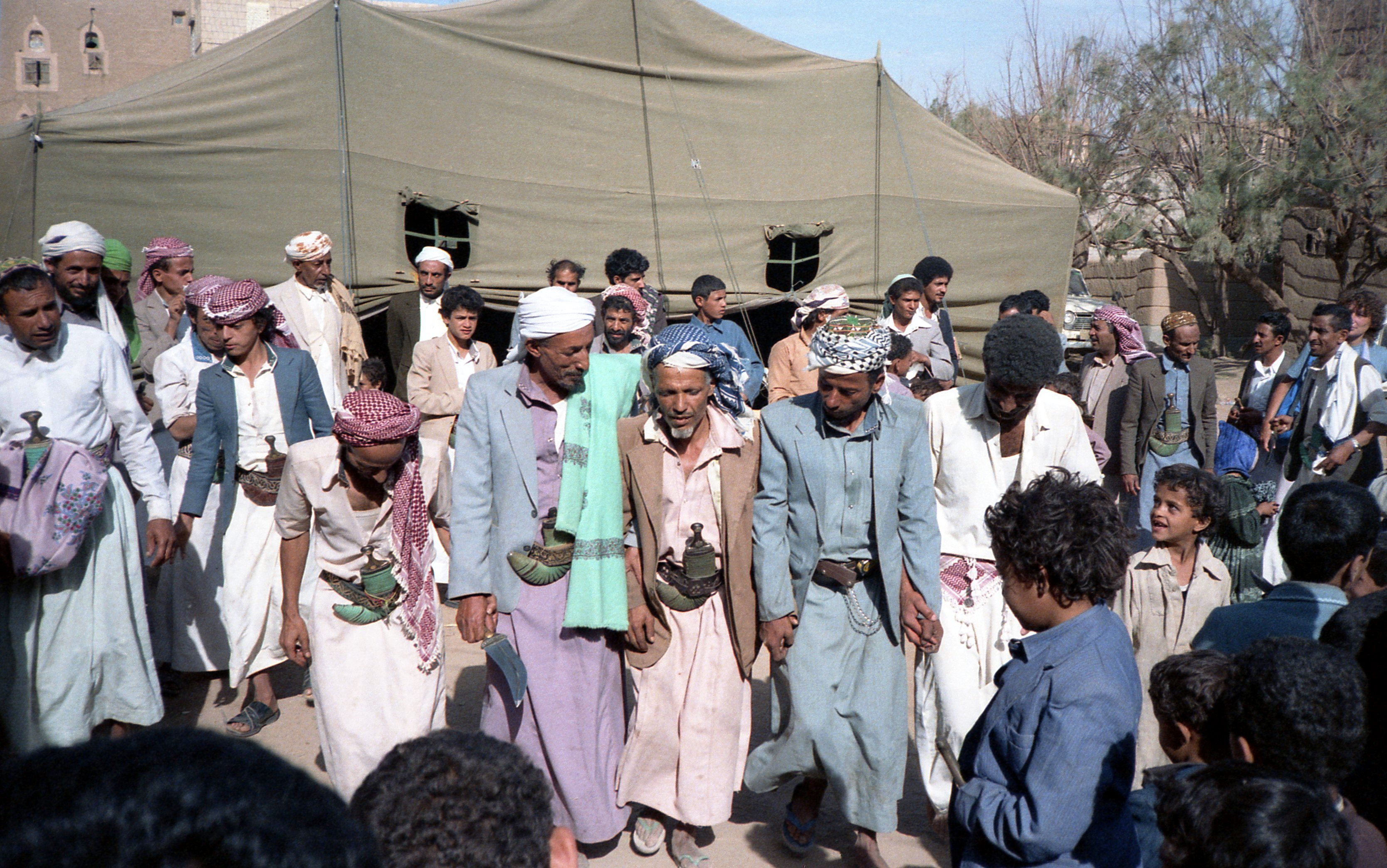
サアダの伝統舞踊

イエメンの音楽界はアラブ世界に有名音楽家を多数輩出している。多くのイエメン・ユダヤ人が20世紀にイスラエルのミュージカルで活躍した。アラブ世界では、イエメンは長きに渡り文化の中心地となってきた。また、イエメンの国歌はアブドッラー・アブドゥルワッハーブ・ノウマーン作詞の「連合共和国」である。

## 宗教

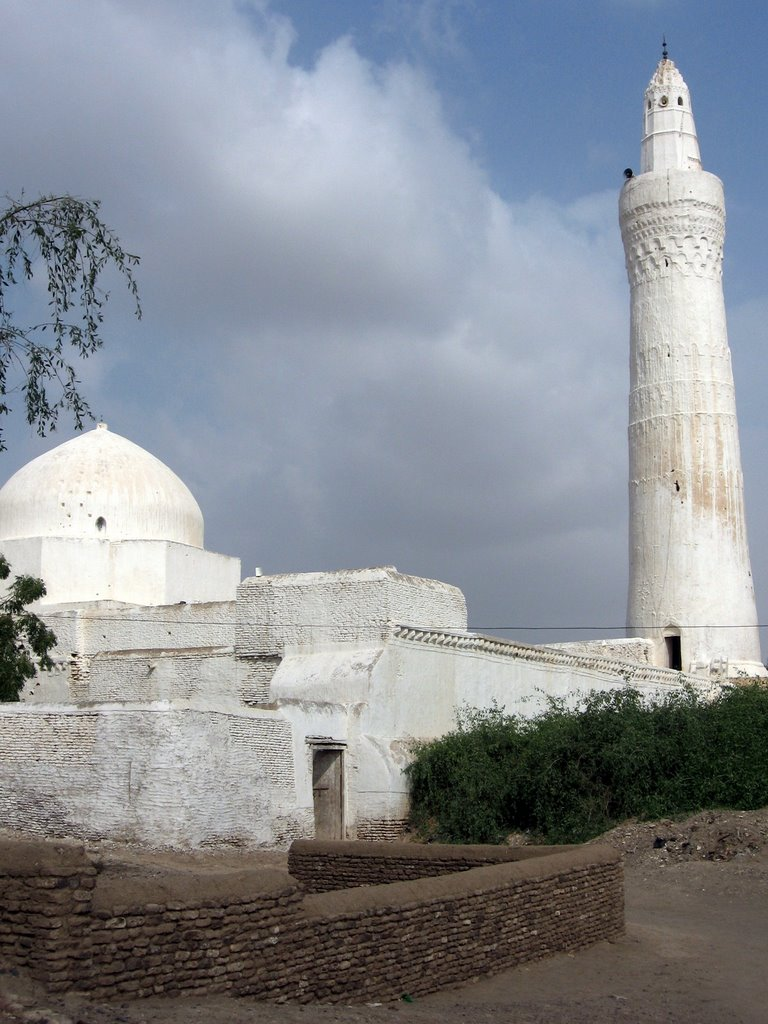
ザビードのモスク

イエメンの宗教としてはスンナ派とシーア派というイスラム教の2大勢力がある。イエメンのムスリムの約52％スンナ派であり、46％がシーア派である。スンナ派内の多数派はシャーフィイー学派だが、マーリク学派やハンバル学派といった学派の者もいる。シーア派内の多数派はザイド派（五イマーム派）であり、他に十二イマーム派やイスマーイール派といった学派のものがいる。
スンナ派は南部、南東部に多い。ザイド派は北部、北西部に多く、十二イマーム派やイスマーイール派の支持者はサナアやマアリブといった中心地域に多い。大都市では様々な宗派のコミュニティがある。
イエメンの1％以下の人々は非ムスリムであり、その内訳はヒンドゥー教、キリスト教、ユダヤ教、無神論者である。イエメン国内には約3,000人のキリスト教信者、400人のユダヤ教信者がおり、一番信者が少ないのはヒンドゥー教である。憲法を含む一切の法律において信教の自由は保証されていない。しかし、イエメンの国家政策では宗教の自由な実践が黙認されている。

## 料理

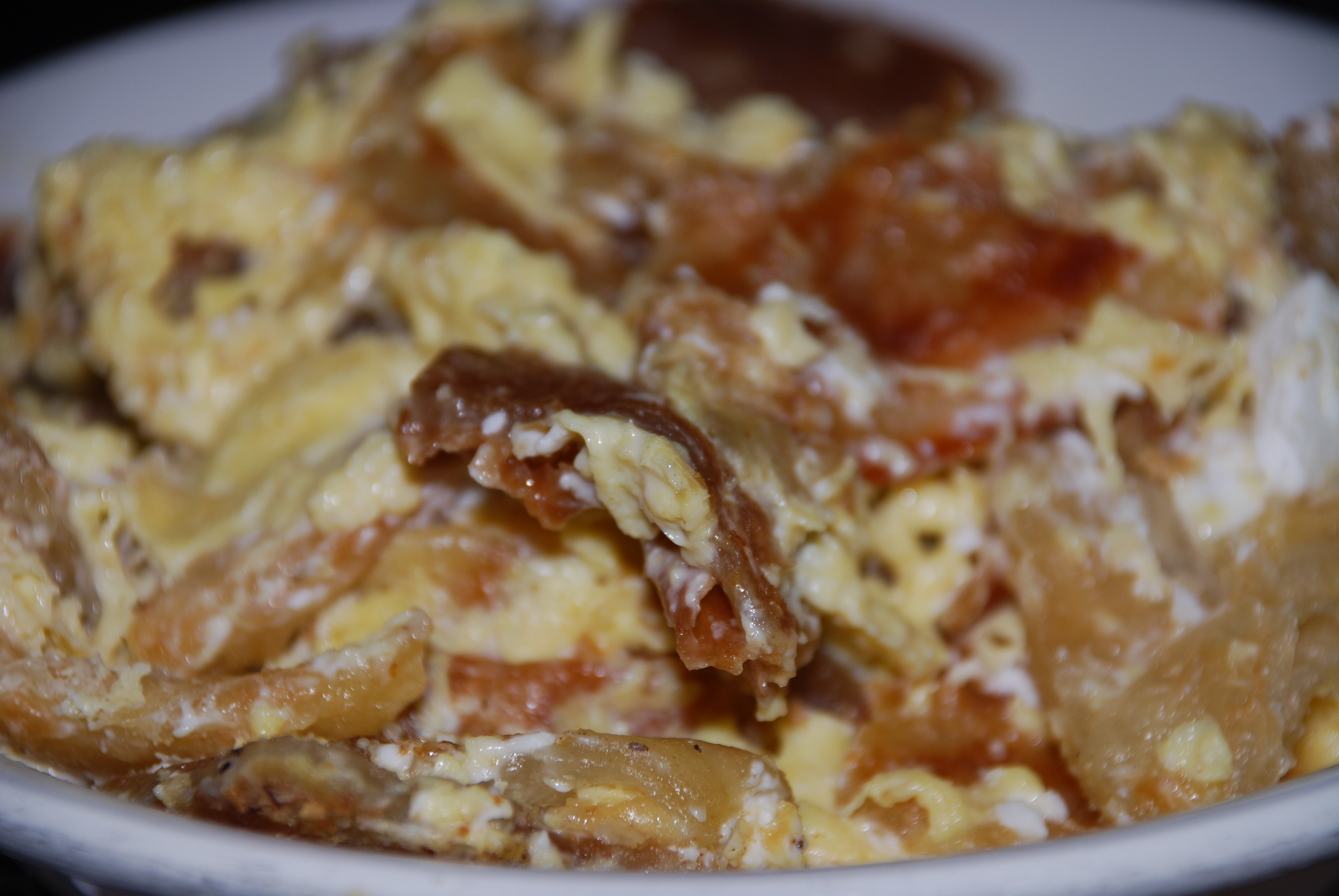
「ファトゥート」、卵とともにパンを揚げた料理

イエメン料理は広く知られている中東の料理とは全く異なり、イエメン国内でも地域ごとに僅かな差がある。イエメン料理は食習慣全般に渡って、オスマン帝国時代の影響を大きく受けている。
鶏肉や羊肉は高価な牛肉よりも頻繁に食される。魚介類もまた料理の対象となり、特に海に面した地域で食卓に上ることが多い。
チーズ、バター、その他の乳製品はイエメンの食事においてあまり一般的とはいえない。しかし、バターミルクは放牧などが行われ取得が容易な地域では日常的に使用されている。香り付けとして最も一般的に使用されている脂質は植物油とギーであり、「セムン (semn)」と呼ばれる澄ましバターはペイストリーに頻繁に用いられる。
各地域ごとに独自の食事文化があるなかで、サルタは国民食と呼べるものである。この料理のベースになるのは「マラク (maraq)」と呼ばれるトルコ起源の茶色の肉シチュー、フェヌグリークを水に漬けペースト状にしたもの、そしてサハーウィク(唐辛子、トマト、ニンニク、ハーブをベースにして作成されたサルサソース)である。米、イモ、スクランブルエッグ、野菜は「サルタ」の材料として一般的な素材である。サルタはイエメンの薄焼きパンのマルージュに浸して手食する。
シャクシューカはイエメンで人気のある料理である。シャクシューカの材料は卵、肉、トマト、ピーマン、玉ねぎ、そして香辛料 (クミン、ターメリック、唐辛子を入れることが多い)であり、通常イエメンの薄焼きパンもしくは白パンとともに供される。 
他に人気のあるイエメン料理としては以下のようなものがある: アシード、ファフサ、サリード、サマク・モファ、マンディー、ビリヤニ、ファッターフ、シャフート、ファトゥート
ミルクティー (カート使用後に飲用), 紅茶 (カルダモン、クローブ、ミントを入れた紅茶)、キシュル (コーヒー豆の殻を絞ったもの)、カフワ (コーヒー)、カルカディン (乾燥したハイビスカスの花を煎じたもの), ナケー・アル・ザービブ (レーズンの入った冷たい飲み物)、ディブア (ネクターの一種)などがイエメンで人気のある飲み物である。マンゴーやグァバジュースもまた人気がある。
マルージュとラホーハはイエメン料理で最も人気のある薄焼きパンである。マルージュはフール・ミダミスのような豆料理と共に食べることが多い。 (ライス・アンド・ビーンズと同じ形態で出される) ラホーハはライスと同様、カレーやシチュー、イエメンのスープとともに食される。

## スポーツ
イエメンの山はアウトドア・スポーツを行う上で良い条件の場所が多数あり、サイクリング、ロッククライミング、ハイキング、スキー、登山といったレクリエーションが行われている。標高5000ｍを超える山がそびえるサラワート山脈とナビー・シュアイブ山への登山・ハイキングツアーは特定のシーズンに行われ、様々な国の登山家が訪れている。
アデン湾とソコトラ島ではウォータースポーツを楽しむことも可能であり、サーフィン、ボディボード、セーリング、水泳、スキューバダイビングといったレジャーが行われている。ソコトラ島には世界で有数のサーフィンに適した土地として世界中のサーファーが集まる。なお、球技ではサッカーが最も盛んである（詳細は#サッカーを参照）。

## サッカー
イエメン国内でも他の中東諸国同様に、サッカーが最も人気のスポーツとなっている。1990年にはサッカーリーグのイエメンリーグが創設された。しかしイエメンクーデターとその後の内戦により、2014-15シーズン以降リーグ戦は行われていない。リーグの最多優勝クラブはアル・アハリ・サナア。
イエメンサッカー協会（YFA）によって構成されるサッカーイエメン代表は、これまでFIFAワールドカップには未出場となっている。AFCアジアカップには2019年大会で念願の初出場を果たしたが、グループリーグ3戦全敗となり最下位で敗退した。

## 教育
イエメンの教育は日本同様小学校6年間、中学校3年間、高校3年間、大学4年間の、6・3・3・4制である。

## 世界遺産
UNESCOは2003年11月7日に、サナアの「アル・ギーナ・アル・サヌアーニー」と呼ばれる詩歌の伝統を人類の口承及び無形遺産の傑作に登録した。